# Condado de Galarza
El condado de Galarza es un título nobiliario español creado el 15 de octubre de 1880, con el vizcondado previo de Santa Clara, por el rey Alfonso XII, a favor de Vicente Galarza y Zuloaga, senador del reino por Pinar del Río (Cuba).

## Condes de Galarza
|                          | Titular                         | Periodo                  |
| Creación por Alfonso XII | Creación por Alfonso XII        | Creación por Alfonso XII |
| ------------------------ | ------------------------------- | ------------------------ |
| I                        | Vicente Galarza y Zuloaga       | 1880-1908                |
| II                       | Julio Galarza y Pérez Castañeda | 1909-1936                |
| III                      | Manuel Massó y Galarza          | 1944-                    |

## Historia de los condes de Galarza
- Vicente Galarza y Zuloaga (Durango, 1837-1908), I conde de Galarza, presidente del partido Unión Constitucional en 1890, alcalde segundo y regidor de La Habana, gran cruz de la Orden del Mérito Militar y caballero de la Orden de Malta.[1]

Casó en La Habana, el 29 de diciembre de 1870, con Teresa-Domitila Pérez Castañeda Triana Le sucedió su hijo en 1909:
- Julio Galarza y Pérez Castañeda (La Habana, 30 de noviembre de 1871- Málaga, España, 1939), II conde de Galarza,[1] II vizconde de Santa Clara (sucediendo a su hermano Vicente Galarza y Pérez Castañeda),[1] Ministro plenipotenciario de España en Perú.

Casó en San Petersburgo con Victoria Guillermina Falkman. Le sucedió su sobrino, hijo de su hermana Consuelo María de Galarza y Pérez de Castañeda y de su esposo, Manuel de Massó y Ferrer:
- Manuel de Massó y Galarza, III conde de Galarza y III vizconde de Santa Clara.[1]

Casó en Madrid con Eugenia Fenoult y Jurgens. Obtuvo la tenuta de esta dignidad, por autorización provisional extendida en 1944 por la Diputación de la Grandeza.